# Dasylirion glaucophyllum
Dasylirion glaucophyllum är en sparrisväxtart som beskrevs av William Jackson Hooker. Dasylirion glaucophyllum ingår i släktet Dasylirion, och familjen sparrisväxter. Inga underarter finns listade i Catalogue of Life.

## Bildgalleri

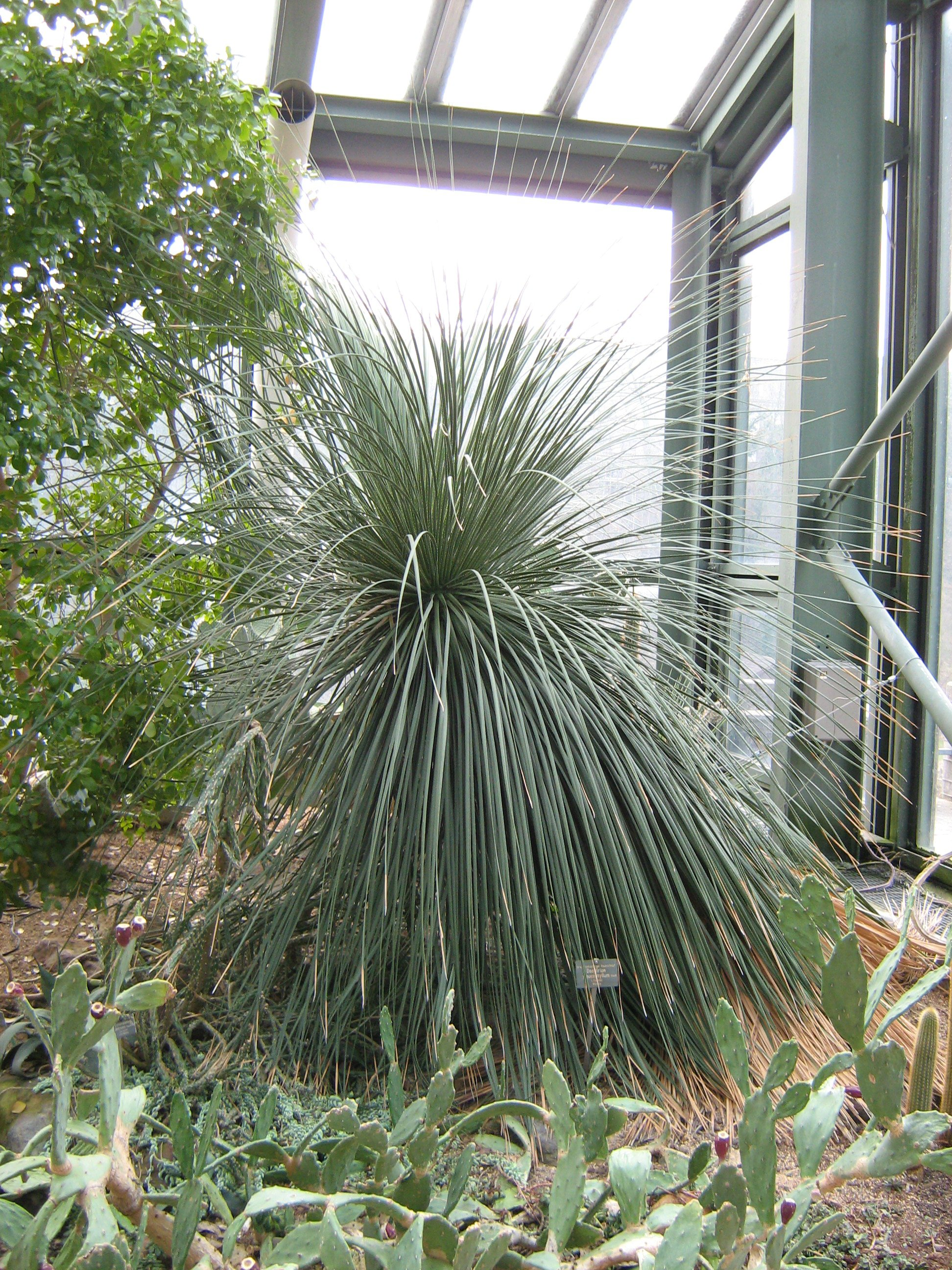